# Подборочье
Подборочье (укр. Підбороччя) — село в Камень-Каширской городской общине Камень-Каширского района Волынской области Украины.
Население по переписи 2001 года составляет 581 человек. Почтовый индекс — 44511. Телефонный код — 3357. Занимает площадь 2,153 км².